# Dream On (пісня Depeche Mode)
«Dream On» — перший сингл британського гурту «Depeche Mode» з їхнього 10-го студійного альбому Exciter, і 37-й у дискографії. Вийшов 23 квітня 2001 року.

## Про сингл
Пісня заснована на суміші електронного звучання з акустичною гітарою і шорстким вокалом. Версія пісні, представлена на синглі починається зі звучання гітари, а початок альбомної версії — слова «Can you feel a little love?», вимовлені Дейвом Гааном напівпошепки, після яких вступає електро-бут (electroboot).
Сторону «Б» займає повна версія інструментальної композиції «Easy Tiger», також присутньої на альбомі Exciter. На відміну від альбомної, версія композиції представлена на синглі, має видовжене інтро і збільшену тривалість.

## Кавер-версії
Scala & Kolacny Brothers зробили кавер-версію пісні «Dream On» для їх однойменного альбому кавер-версій 2004.
Довгий час фанати «Depeche Mode» не могли зрозуміти, звідки такі знайомі рифи звучать у пісні Аліни Гросу «Беспредел» 2008 року видання. Ця пісня виявилась рекавером (кавер із редагуванням композиції) пісні «Dream On».